# مارتین بانگمان
مارتین بانگمان (انگلیسی: Martin Bangemann؛ زادهٔ ۱۵ نوامبر ۱۹۳۴ – درگذشتهٔ ۲۸ ژوئن ۲۰۲۲) یک سیاست‌مدار و وکیل اهل آلمان بود.